# Katrineholms högre allmänna läroverk
Katrineholms högre allmänna läroverk var ett läroverk i Katrineholm verksamt från 1909 till 1968.

## Historia
Skolan bildades som Katrineholms samskola 1901 och blev Stora Malms mellanskola 1909, var kommunal mellanskola från 1918 till 1930 och påbörjade 1928 omvandling till samrealskola som även hade ett kommunalt gymnasium från 1946.
1923 flyttade skolan i byggnaden Vita huset och en ny byggnad för realskolan stod klar 1946.
1954 blev skolan Katrinholms högre allmänna läroverk. Skolan kommunaliserades 1966 och namnändrades då till Katrineholms gymnasialskola. Efter att gymnasiet flyttat till Duveholmsgymnasiet på tidigt 1970-tal blev det kvarvarande högstadiet Tallåsskolan. Studentexamen gavs från 1949 till 1968 och realexamen från 1909 till åtminstone 1965.